# La Prière
La Prière è un film del 2018 diretto da Cédric Kahn vincitore dell'Orso d'argento per il miglior attore al Festival di Berlino 2018 per l'interpretazione di Anthony Bajon.

## Trama
Thomas ha 22 anni ed è tossicodipendente. Nel tentativo di uscire dal circolo vizioso della droga raggiunge una comunità di ex tossidodipendenti che vivono isolati in montagna lavorando ed utilizzando la preghiera come forma di terapia. Inizialmente restio ad accettare le rigide regole della comunità, Thomas progressivamente vi aderisce scoprendo la dimensione della fede ma anche quella dell'amore per una persona dell'altro sesso.